# Mazamet
Mazamet är en kommun i departementet Tarn i regionen Occitanien i södra Frankrike. Kommunen är chef-lieu över 2 kantoner som tillhör arrondissementet Castres. År 2022 hade Mazamet 10 123 invånare.

## Befolkningsutveckling
Antalet invånare i kommunen Mazamet
| Referens: INSEE |